# メアリー・カー
メアリー・カー（Mary Carr、1874年3月14日 - 1973年6月24日）は、アメリカ合衆国の女優。ペンシルベニア州出身。

## 出演作品
- 紐育の灯
- 荒鷲戦隊
- 飛脚カンター
- 笑国万歳
- オーヴァー・ゼ・ヒル